# Thomisus okinawensis
Thomisus okinawensis là một loài nhện trong họ Thomisidae.
Loài này thuộc chi Thomisus. Thomisus okinawensis được Embrik Strand miêu tả năm 1907.

## Hình ảnh

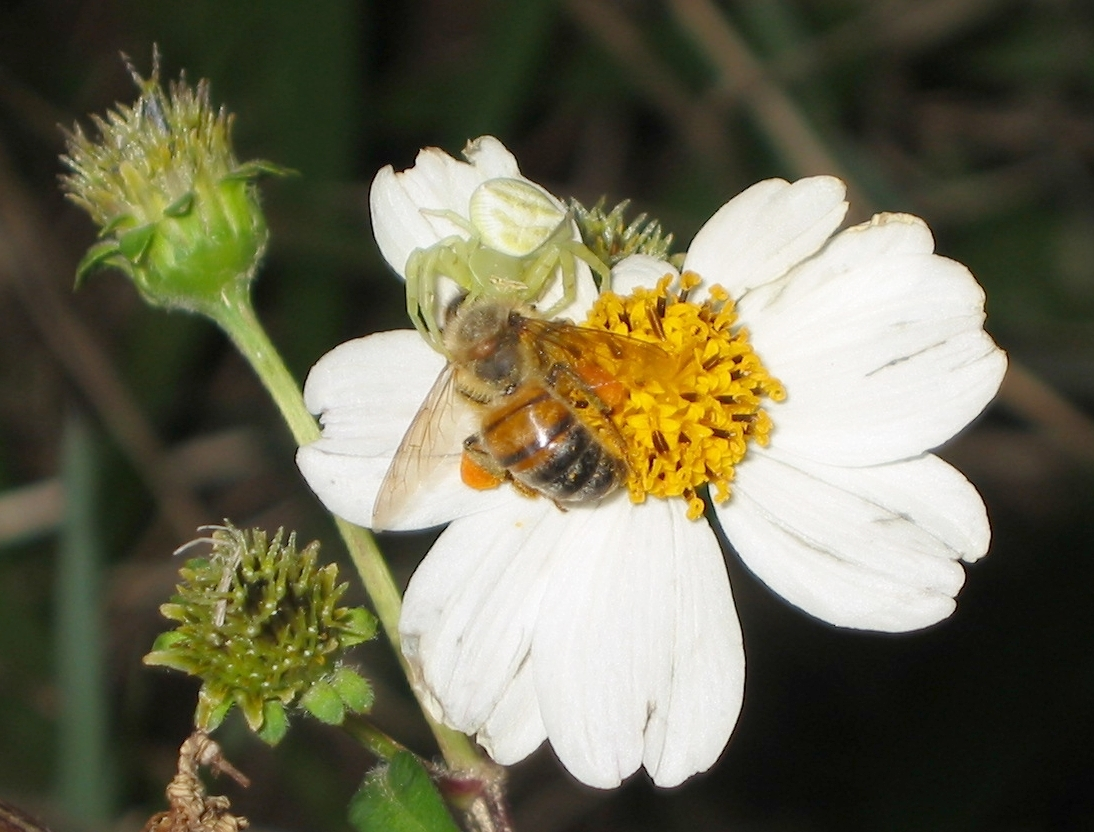
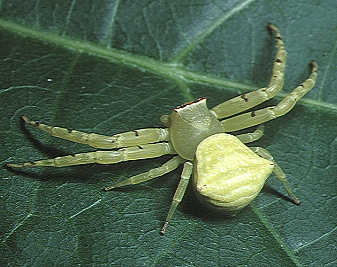
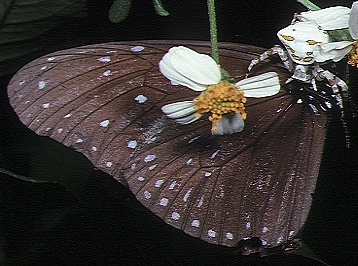
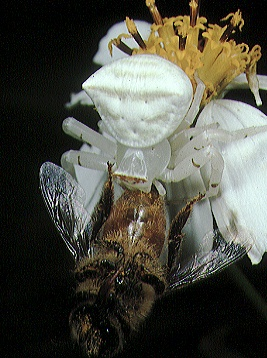